# Saints & Sinners (Johnny Winter)
| Recensione       | Giudizio        |
| ---------------- | --------------- |
| AllMusic         | [ 1 ]           |
| Robert Christgau | B               |
| Sputnikmusic     | 4.0 (Excellent) |

Saints & Sinners è un album di Johnny Winter, pubblicato dalla Columbia Records nel febbraio del 1974.
L'album raggiunse la quarantaduesima posizione (2 marzo 1974) della classifica statunitense The Billboard 200.

## Tracce
Lato A
1. Stone Country – 3:31 (Richard Supa)
2. Blinded by Love – 4:32 (Allen Toussaint)
3. Thirty Days – 3:01 (Chuck Berry)
4. Stray Cat Blues – 4:18 (Mick Jagger, Keith Richards)
5. Bad Luck Situation – 2:51 (Johnny Winter)

Lato B
1. Rollin' 'Cross the Country – 4:29 (Edgar Winter, Dan Hartman)
2. Riot in Cell Block #9 – 3:11 (Jerry Leiber, Mike Stoller)
3. Hurtin' so Bad – 4:41 (Johnny Winter)
4. Boney Moroney – 2:38 (Larry Williams)
5. Feedback on Highway 101 – 4:27 (Van Morrison)

Edizione CD del 1996, pubblicato dalla Columbia/Legacy Records (CK 66420)
1. Stone Country – 3:32 (Richie Supa)
2. Blinded by Love – 4:28 (Allain Toussaint)
3. Thirty Days – 3:00 (Chuck Berry)
4. Stray Cat Blues – 4:15 (Mick Jagger, Keith Richards)
5. Bad Luck Situation – 2:49 (Johnny Winter)
6. Rollin' 'Cross the Country – 4:32 (Edgar Winter, Dan Hartman)
7. Riot in Cell Block #9 – 3:09 (Jerry Leiber, Mike Stoller)
8. Hurtin' so Bad – 4:38 (Johnny Winter)
9. Boney Moroney – 2:37 (Larry Williams)
10. Feedback on Highway 101 – 4:24 (Van Morrison)
11. Dirty – 4:00 (Johnny Winter) – Bonus Track - Prieviously Unreleased

## Musicisti
Stone Country
- Johnny Winter - voce solista
- Rick Derringer - chitarre
- Edgar Winter - tastiere, accompagnamento vocale, cori
- Dan Hartman - basso, accompagnamento vocale, cori
- Bobby Caldwell - batteria
- Tasha Thomas - accompagnamento vocale, cori
- Carl Hall - accompagnamento vocale, cori
- Lani Groves - accompagnamento vocale, cori
- Barbara Massey - accompagnamento vocale, cori

Blinded by Love
- Johnny Winter - voce solista, chitarra solista
- Rick Derringer - chitarra ritmica, sintetizzatore ARP, basso
- Edgar Winter - organo, pianoforte, clavinet
- Bobby Caldwell - batteria
- Tasha Thomas - accompagnamento vocale, cori
- Carl Hall - accompagnamento vocale, cori
- Lani Groves - accompagnamento vocale, cori
- Barbara Massey - accompagnamento vocale, cori

Thirty Days
- Johnny Winter - voce solista, chitarre
- Edgar Winter - pianoforte tack
- Randy Hobbs - basso
- Richard Hughes - batteria
- Sing-Sing - cori

Stray Cat Blues
- Johnny Winter - voce solista, chitarre
- Randy Hobbs - basso
- Richard Hughes - batteria

Bad Luck Situation
- Johnny Winter - voce solista, chitarre
- Randy Hobbs - basso
- Richard Hughes - batteria

Rollin' 'Cross the Country
- Johnny Winter - voce solista, chitarra
- Dan Hartman - chitarra, basso, accompagnamento vocale, cori
- Edgar Winter - organo, accompagnamento vocale, cori
- Richard Hughes - batteria
- Kansas - battito delle mani (handclaps)

Riot in Cell Block #9
- Johnny Winter - voce solista, chitarre
- Edgar Winter - pianoforte tacks
- Randy Hobbs - basso
- Richard Hughes - batteria

Hurtin' so Bad
- Johnny Winter - voce solista, chitarre
- Edgar Winter - pianoforte tack, sintetizzatore ARP, organo (introduzione), sassofono alto
- Randy Hobbs - basso
- Richard Hughes - batteria
- Randy Brecker - tromba
- Alan Rubin - tromba
- Lew Del Gatto - sassofono tenore

Boney Moroney
- Johnny Winter - voce solista, chitarre
- Randy Hobbs - basso
- Richard Hughes - batteria
- Jo Jo Gunne - battito delle mani (handclaps)

Feedback on Highway 101
- Johnny Winter - voce solista, chitarra
- Rick Derringer - chitarra, basso, sintetizzatore ARP
- Edgar Winter - tastiere, sassofono solista
- Jon Smith - sassofono
- Bobby Caldwell - batteria, percussioni

Note aggiuntive
- Rick Derringer - produttore
- Registrazioni effettuate al The Record Plant East e The Hit Factory di New York ed al Village Recorders di Los Angeles
- Shelly Yakus, Bill Szymczyk, Roger Nichols, Dan Barbiero, Allen Blazek, Jimmy Iovine - ingegneri delle registrazioni
- John Berg e Karen Lee Grant - design copertina album
- Bill Metz - fotografia copertina frontale album
- Eugenia Louis - fotografia retrocopertina album
- Robert Failla - fotografie interne copertina album[7]